# Leptodiaptomus insularis
Leptodiaptomus insularis är en kräftdjursart som beskrevs av Kincaid 1956. Leptodiaptomus insularis ingår i släktet Leptodiaptomus och familjen Diaptomidae. Inga underarter finns listade i Catalogue of Life.